# 森ヶ崎 (鹿角市)
森ヶ崎（もりがさき）は、秋田県鹿角市にある山である。

## 概要
標高240.6m。米代川左岸に位置する里山で、狐森ともいう。山内に、神明社（石の祠）がある。
西側に広がる台地は「松館野月」といい、松館しぼり大根の特産地である。
このほか、森ヶ崎ののる台地上には、秋田県鹿角市遺跡詳細分布調査報告書記載の尾去II遺跡・尾去館跡・松館跡（縄文、中世）などの遺跡や松舘菅原神社がある。

## 伝承
昔、この山を境に、北側は”マチ（主として町場地区）”、南側は”ムラ（主として農村地帯）”であった。ムラの大人がマチへ用足しに行って、夕方過ぎにほろ酔い機嫌で帰ってくると、きまってこの狐森の麓の所でキツネに騙され、夏は畑の中、冬は雪原の中をグルグル廻ってしまうのであった。